# Rieu (rivière)
Le Rieu est un cours d'eau de la Manche et du Calvados, en région Normandie et un affluent de l'Elle.

## Géographie
De 12,2 km de longueur, c'est l'affluent le plus important de l'Elle, qu'il rejoint sur sa rive droite.
Il forme une limite entre la Manche et le Calvados, sur quelques centaines de mètres.

## Communes traversées
Dans les deux départements du Calvados et de la Manche, le Rieu traverse quatre communes :
- Airel, Lison, Sainte-Marguerite-d'Elle, Cartigny-l'Épinay.